# Guerra

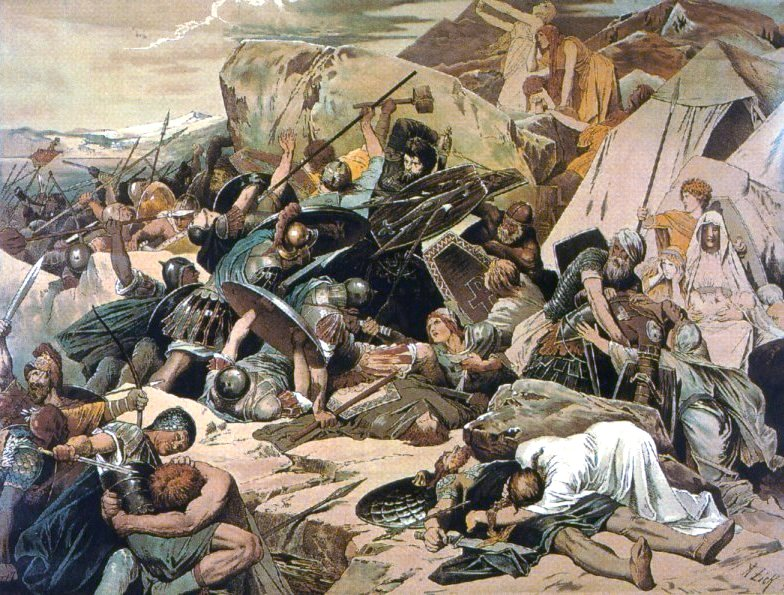
Die Gotenschlacht am Vesuv, representació de la batalla del Mont Lactarius del 553, que va enfrontar els ostrogots a les forces de l'Imperi Romà d'Orient.

Una guerra, conflicte armat o conflicte bèl·lic és una lluita armada entre, en principi, dos grups organitzats i disposats a fer ús de la força per a mantenir o que es reconegui el seu poder, com per exemple dos estats. És, per tant, un enfrontament entre grups de caràcter destructiu i un tipus de violència política. A la nostra època es tendeix a anomenar la guerra amb l'eufemisme "conflicte", amb l'objectiu de treure-li la connotació que té d'horror.
Al llarg de la història hi ha hagut guerres per mantenir o canviar equilibris de poder, pel control dels recursos naturals, per raons religioses o culturals, per qüestions de legalitat, per tal de dirimir disputes econòmiques, territorials o altres causes. Normalment, les raons que porten a la guerra entre dos estats són complexes, però generalment té una influència important el factor econòmic.
La guerra ha estat molts cops la causa de la mort de milers d'éssers humans, de l'aparició de moltes malalties, d'epidèmies com la pesta, de fam generalitzada i d'altres mals. A més, les guerres donen lloc també a greus violacions dels drets humans. Un crim de guerra és una guerra que es fa en contra de les lleis internacionals. Tot i que s'han establert convenis internacionals per limitar la mortaldat causada en les guerres i garantir un tracte digne als presoners, en la pràctica, molt sovint aquestes convencions s'ignoren.

## Sinònims i expressions equivalents

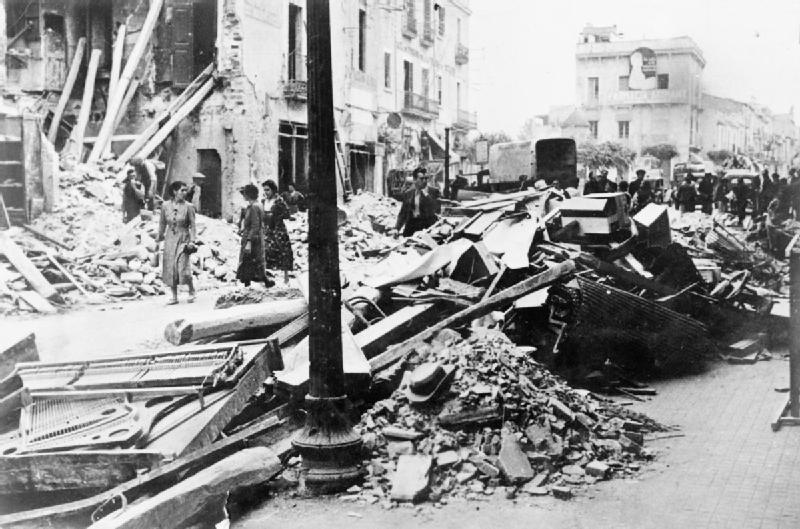
Efectes d'un atac aeri a Granollers

Una guerra gairebé sempre havia estat "una guerra" i s'anomenava "guerra". No sempre, encara avui se sol parlar del "descobriment" d'Amèrica, per exemple. Tanmateix, a partir del segle xx i especialment al XXI, tant els líders polítics com els mitjans de comunicació que suporten els interessos del poder van començar a canviar el missatge. Això es devia inicialment a la necessitat per part dels poders públics de persuadir a la població per tal d'obtenir una viabilitat social per a actuar, especialment en democràcies, en un context d'impacte social per les bombes atòmiques sobre Japó i grans moviments de pacifisme i no-violència arreu del món. La primera estratègia és la negació. S'expliquen "versions oficials" (vegeu per exemple el cas de Vesna Vulović), que poden incloure autoexplosions o xocs accidentals d'avió; i s'ignoren certs atacs bèl·lics, com els anomenats "bombardejos secrets" (com el que va fer Estats Units al nord de Laos als anys 60).
El segon pas és el canvi de llenguatge. Si la cultura popular diu que "dos no es barallen, si un no vol", els poders passen a voler distingir entre guerra calenta (amb atacs reivindicats) o freda (amenaces, atacs a tercers, atacs no reivindicats, guerra no declarada); entre guerra declarada bilateralment, unilateralment i no declarada. I també entre guerra i expressions com creuada contra el terrorisme, represàlia, conflicte armat, conflicte, o una sèrie d'incursions, actuacions, intervencions, atacs de legítima defensa, atacs quirúrgics ("si Estats Units i Europa maten, salven vides") i rèpliques (d'un atac previ). Tot són sinònims de guerra. La diferència és el bàndol: segons aquest, es parla de "guerra" o "terrorisme" i de víctimes "mortes" o "assassinades".

## Definicions oficials

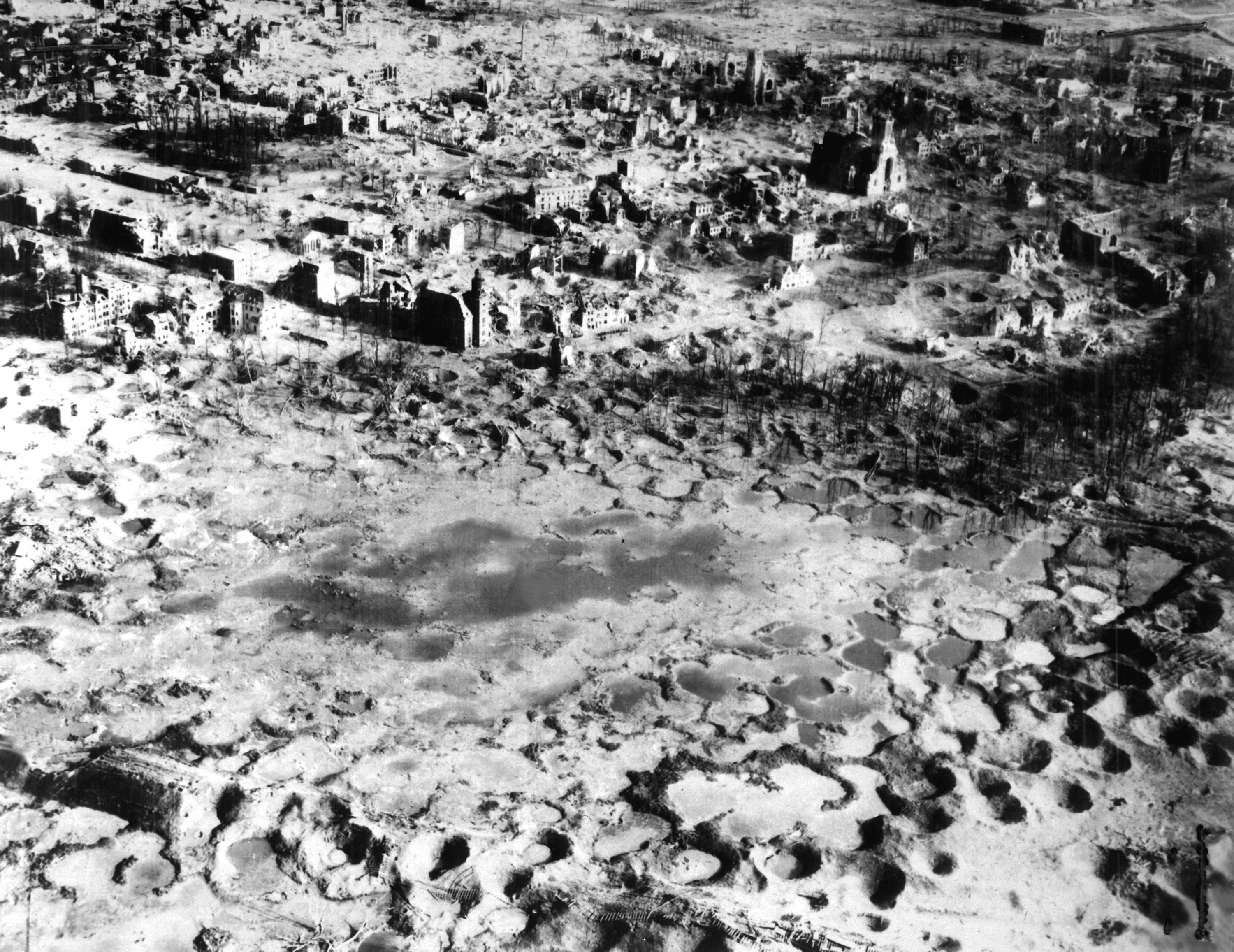
La ciutat de Wesel a la regió del Ruhr, destruïda pels bombarders aliats durant la Segona Guerra Mundial

L'Institut Internacional d'Estocolm de Recerca de la Pau defineix la guerra com a tot aquell conflicte armat que compleix dos requisits: enfrontar almenys una força militar, sia contra un altre exèrcit (o altres exèrcits) o contra una força insurgent, i haver mort mil o més persones.
Per a l'Escola de Cultura de Pau de la UAB (Barcelona), una guerra o conflicte armat es defineix com a qualsevol enfrontament protagonitzat per grups humans de diferent índole que, utilitzant armes o altres mitjans de destrucció, provoquen més de cent víctimes en un any.

## Història de la guerra

Batalla de la Muntanya Blanca, del 1620, a la Guerra dels Trenta Anys.

Napoleó Bonaparte retirant-se de Moscou després de la fracassada invasió de Rússia

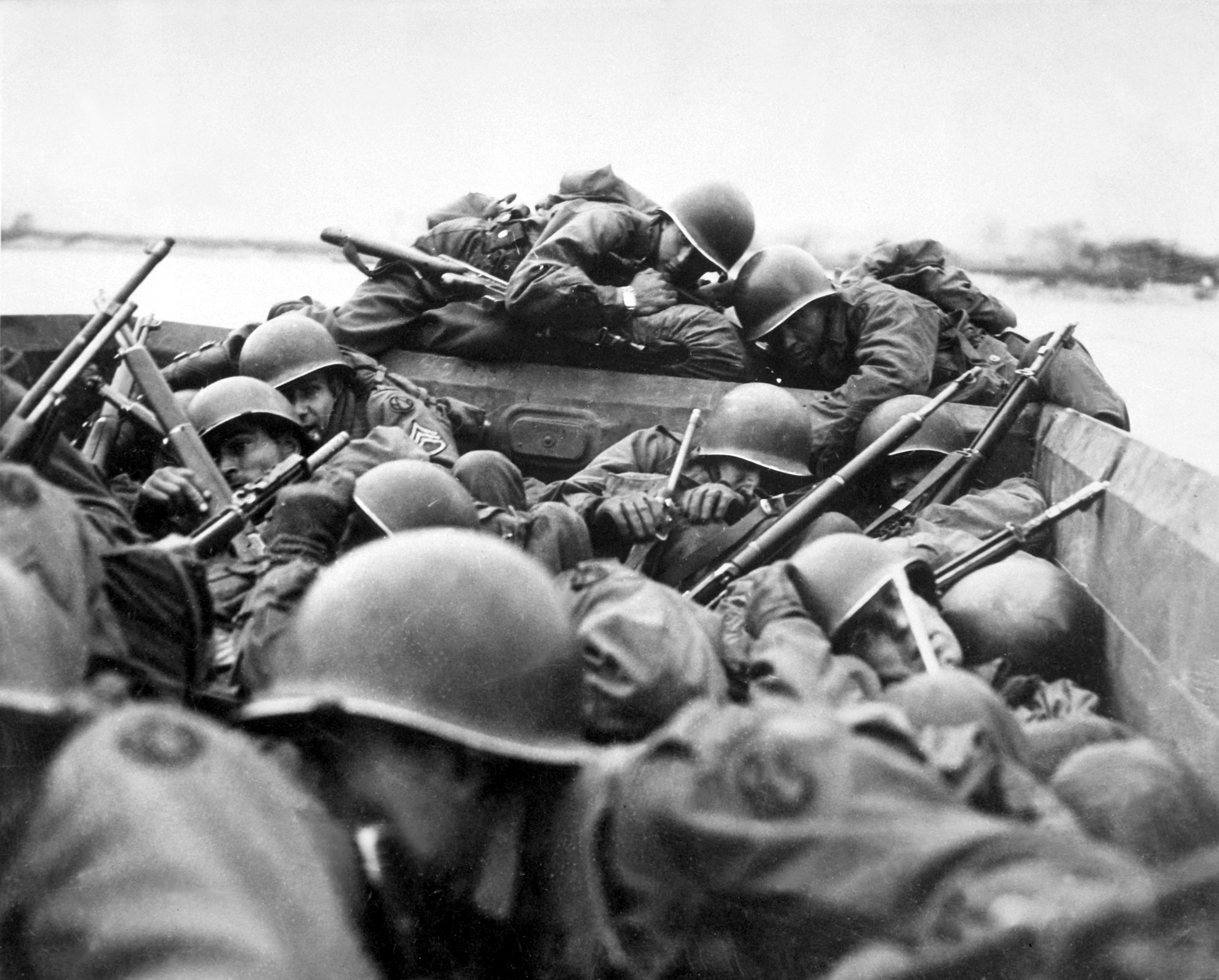
La 89ª Divisió d'Infanteria de l'exèrcit dels Estats Units travessa el Rin en 1945.

L'origen de la guerra possiblement s'havia originat per una lluita entre dos o més grups que el que volien és aconseguir alguna cosa. Si parlem del passat, la guerra és una de les estratègies que hem desenvolupat els humans per sobreviure. Per exemple; Quan a un grup li faltava algun aliment, havia de lluitar per aconseguir-lo, llavors a això li diem guerra.
Hi ha diferents termes de lluita: la lluita de classes, de guerres pel territori i de conflictes per interessos econòmics. Tots aquests elements, tenen un punt comú i és la lluita per els recursos.
Gràcies a aquestes lluites i guerres constants pels recursos dels propis humans, l'homo sàpiens s'ha pogut desenvolupar. Encara que diuen que la guerra és una estratègia per sobreviure, també és paradoxal perquè en una guerra, si hi han morts, estan reduint les probabilitats de sobreviure.
Hi ha dos tipus de supervivència: La individual i també la grupal. Cal remarcar, que per què un grup funcioni, s'ha de tenir consciència ja que sinó el treball en grup no funcionarà, això forma part de la revolució cognitiva. Quan un aconsegueix més recursos, no només augmenten les probabilitats de supervivència d'un sol organisme, sinó que també augmenten les de la seva família.
Es creu al Paleolític les societats caçadores i recol·lectores visqueren conflictes armats. Hi ha antropòlegs que dubtes d'aquesta afirmació fonamentant-se en la falta de proves contundents. Els caçadors recol·lectors no sedentaris vivien conflictes més individualitzats on es tractava d'ajustar ofenses i pèrdues personals. Les societats caçadores i recol·lectores tenien conflictes armats que es diferenciaven poc de les retribucions personals.
Alguns antropòlegs creuen que hi ha pobles caçadors i recol·lectors que no han conegut la guerra probablement mai recentment. Aquests són els natius d'Andaman, els tasaday, els Indis de missió, els yamana i els xoixons.
Durant el Neolític les guerres eren més intenses que a l'època anterior. Segons explica Yuval Noah Harari en el llibre Sàpiens (2014), la Revolució Agrícola va marcar un nou inici, la gent va començar a acumular propietats privades i els conflictes pels territoris i les lluites entre diferents poblats van fer que la guerra incrementés. La brutalitat de la violència humana es va fer visible en alguns dels esquelets trobats en els jaciments arqueològics descoberts fins al moment. Abans de l'arribada de les primeres civilitzacions, és molt probable que la guerra consistia en actes o incursions a petita escala. La meitat de les persones trobades en un cementiri de Núbia que es remunta a uns 12.000 anys, havien mort per una acció violenta entre grups d'humans. Com bé cita el llibre Sàpiens (2014) de Yuval Noah Harari, en el jaciment de Djebel Sahaba es van trobar puntes de llances i de fletxes incrustades amb proximitat als ossos de 24 d'aquests individus. Xifra que representa un 40% del total i que simbolitza la violència de l'espècie humana. Un altre exemple en la vall de Danubi. Es va fer un estudi de 400 esquelets extrets de diversos jaciments preagrícoles, on 18 d'aquests individus presentaven proves de violència humana. Si tots aquests Homo sapiens van patir una mort violenta, vol dir que el 4,5% de les morts van ser causades pels humans. Un percentatge molt elevat comparat amb el d'avui en dia, on només l'1,5% de les morts són causades per la violència humana, sumant el crim i la guerra. Aquest percentatge també es pot comparar amb l'època més sanguinària de la història. Durant el segle xx, un 5% de les morts van ser produïdes pels genocidis massius i les guerres més destacades de l'evolució. A la cova d'Ofnet, a Baviera, els arqueòlegs van descobrir 38 Caçadors-Recol·lectors que presentaven clars senyals d'haver estat atacats amb armes com garrots i ganivets. Aquests individus van ser dipositats en fosses comunes. En definitiva, l'espècie humana ja utilitzava la violència per reclamar el que era seu des d'abans de la Revolució Neolítica.
Amb el sorgiment dels primers estats, ara fa uns 5.000 anys, l'activitat militar s'ha anat estenent i desenvolupant a la major part del món. L'adveniment de la pólvora i l'acceleració dels avenços tecnològics van conduir al que ja es pot anomenar guerra moderna.
Sobre el tipus de guerres que es produïren abans de l'existència de les civilitzacions, Lawrence H. Keeley opina que aproximadament el 90-95% de les societats conegudes al llarg de la història participaren, com a mínim de manera ocasional, en accions de guerra, i molts ho feien de manera constant. A Europa occidental, des de finals del segle xviii, s'han produït més de 150 conflictes i prop de 600 batalles.
Segons el Human Security Report de l'any 2005, s'ha documentat una disminució significativa en el nombre i la gravetat dels conflictes armats des de finals de la Guerra Freda, a la dècada del 1990. No obstant això, les proves examinades en l'edició del 2008 del Centre per al Desenvolupament Internacional i la "Gestió de Conflictes de la Pau i els Conflictes", indica que la disminució general dels conflictes s'havia estancat.
En els últims 3.400 anys des del 2003 hi ha hagut 268 anys sense guerra (un 8%).

## Tipus

### Segons el medi natural
Segons si la guerra s'executa per terra, mar o aire se sol parlar de guerra terrestre, guerra naval o guerra aèria respectivament. Actualment les guerres i els exèrcits professionals utilitzen, en general, les tres vies.

### Segons la intensitat
Les guerres es poden classificar segons la seva intensitat, és a dir, segons l'abast de l'amenaça, la quantitat de persones i territoris que impliqui i la magnitud de les conseqüències reals produïdes. El rang va des d'un conflicte diplomàtic resolt per mitjà del diàleg i sense arribar a l'amenaça armada, passant per una guerra freda, una guerra mundial i fins a una guerra nuclear, que per la seva naturalesa ja implica un abast planetari.
Al camp de la ficció, la guerra mundial és superada per una guerra contra extraterrestres, una guerra interplanetària, una interestel·lar i una guerra de galàxies.

### Segons els motius
El motiu d'una guerra sempre és aconseguir més poder, però segons el tipus de societat això es tradueix en augmentar el poder adquisitiu (motius econòmics), reivindicar capacitat de decisió política o en altres maneres. Per això, al llarg de la història i segons cada cultura es pot parlar, per exemple, de guerra civil, guerra revolucionària, guerra de successió, etc.

### Segons la tecnologia
Els tipus de guerra poden agrupar-se històricament per generacions, si bé pot donar-se el cas d'una guerra "antiga" en algun punt del planeta al mateix temps que una de moderna.
Les guerres de primera generació es basaven en la lluita cos a cos, amb exèrcits estatals sovint professionals o amb reforços de lleva forçosa, on els combats causaven força baixes entre els combatents, però estaven delimitats a un territori o front concret. Va iniciar-se amb els exèrcits regulats, que van substituir la guerra primitiva o d'atac en massa
La segona generació va sorgir quan les armes de projectil de tipus fusell feien ineficients les línies de soldats, exposats al foc ràpid de l'enemic, i aleshores van ser substituïdes per unitats independents, de maniobra àgil. La transició es va produir als voltants del segle xix.
La tercera generació va suposar trencar el concepte de línia enemiga o de terreny que es va conquerint de mica en mica. La tàctica pot aconsellar infiltrar-se en zona hostil, atacs per la rereguarda, cedir posicions per aconseguir algun avantatge o usar el bombardeig massiu en un terreny.
La quarta generació de guerres implica la pèrdua del poder dels governs en el disseny de l'estratègia de combat, ja que no hi ha un protocol de declaració-batalles-tractat sinó un seguit d'enfrontaments violents que inclouen guerrilles, revoltes, atemptats terroristes i guerra no convencional, a part dels setges o combats a l'ús. S'inicia amb la Guerra Freda i continua vigent.

## Ideologies

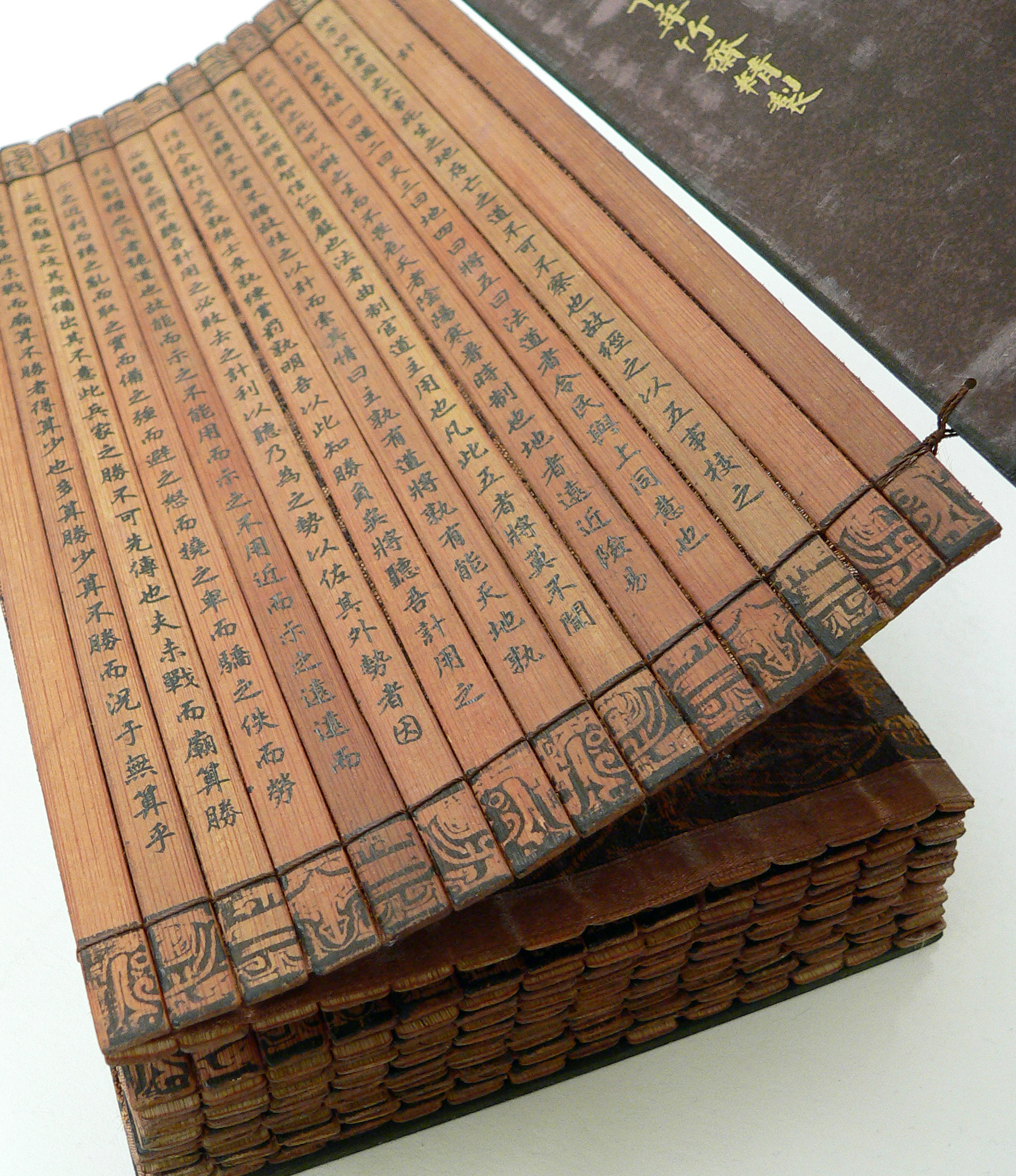
Còpia en bambú de L'art de la guerra

Perquè una guerra sigui socialment viable cal que la població no l'accepti i la legitimi, i que no estigui executada totalment per mercenaris. La mirada social depèn de cada cultura, és a dir, de cada societat i moment històric, i més concretament de la moral, ètica i ideologia en general que en tingui al respecte una població. Un agent de poder econòmic o polític pot voler justificar l'interès d'una guerra per mitjà de la persuasió o per la força, abús de poder o dominació.
Al llarg de la història, diferents persones i moviments socials s'han posicionat respecte a guerres particulars i la guerra en general, proposant solucions alternatives, incentivant-les o normalitzant-les. Entre aquests es troben els legitimadors, els tractadistes i els pacifistes.

### Bel·licistes i legitimadors

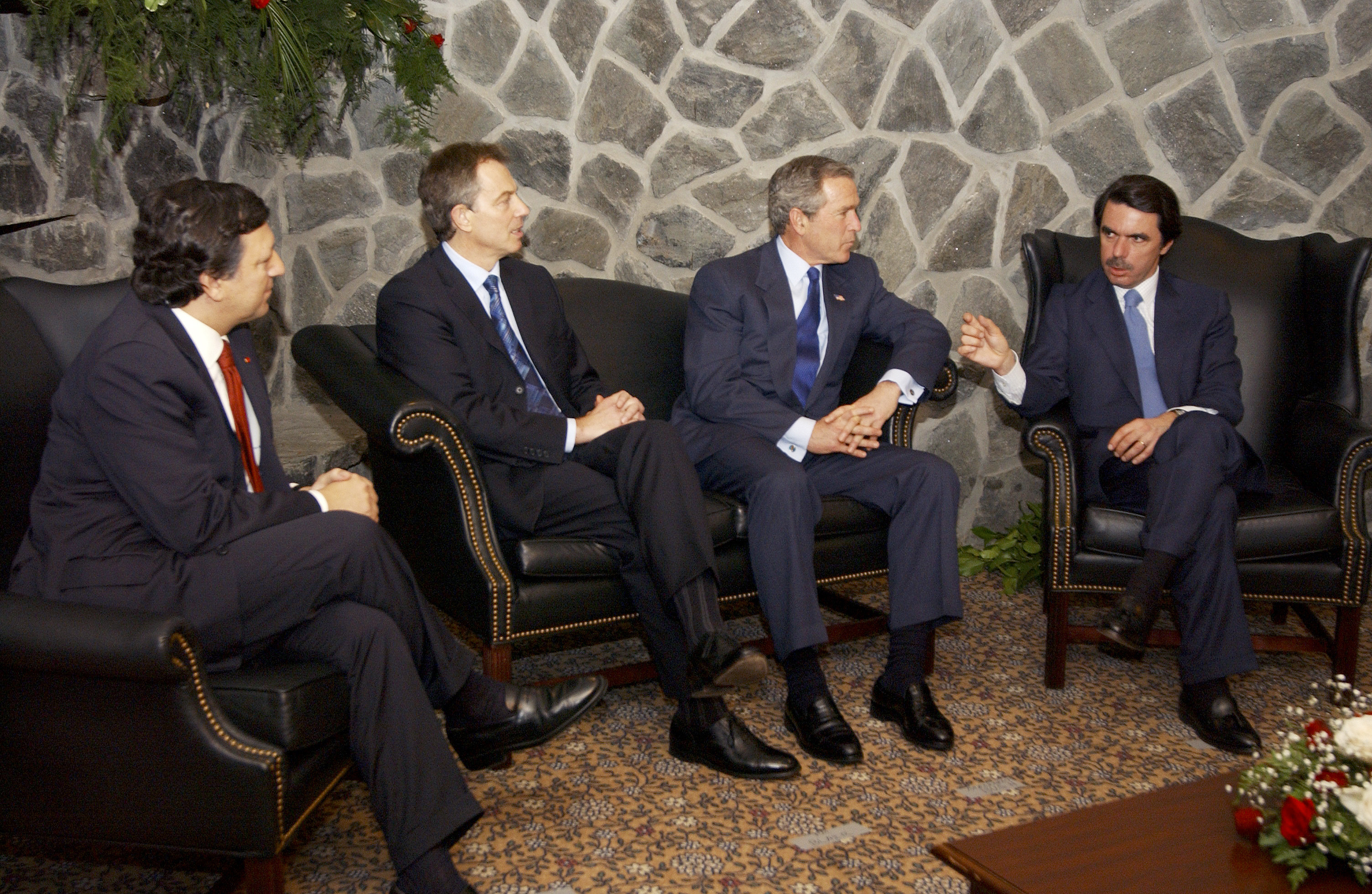
Homes discutint sobre si guerrejar o no contra Iraq

Algunes ideologies defensen que una guerra pot ser lícita des d'un punt de vista ètic i moral. D'entre elles, n'hi ha que opinen que la guerra en general pot ser lícita, i d'altres que només ho és si es garanteixen unes certes condicions, com, per exemple, si és provocada per una injustícia real, veritable i de gravetat; o si creuen en la inviabilitat d'una via pacífica; per una perspectiva i esperança d'èxit final o perquè es pugui evitar un perjudici a tercers innocents.
En algunes societats i cultures, ideòlogica, política o jurídicament existeix el dret d'autodefensa o de legítima defensa contra l'enemic exterior quan un poble ataca "injustament" a un altre. Per a elles, si es nega aquest dret de legítima defensa amb una guerra, s'enforteix la posició de l'agressor i es posa en perill la pau dels pobles.
Hi ha persones que sostenen que la defensa d'un "bé públic" preval sobre qualsevol dret de l'agressor i fins i tot sobre els riscos que puguin tenir els mateixos súbdits agredits, però consideren il·lícita la matança que per a ells és "injusta". Algunes ideologies defensen, justifiquen i legitimen la guerra quan les baixes són a altres territoris mentre que la condemnen quan són els altres els que ataquen el propi territori, usant llenguatge i lleis diferents per a cada cas, com típicament ocorre a la segona guerra freda. Altres maneres de justficar atacs armats són les víctimes expiatòries.

### Tractadistes

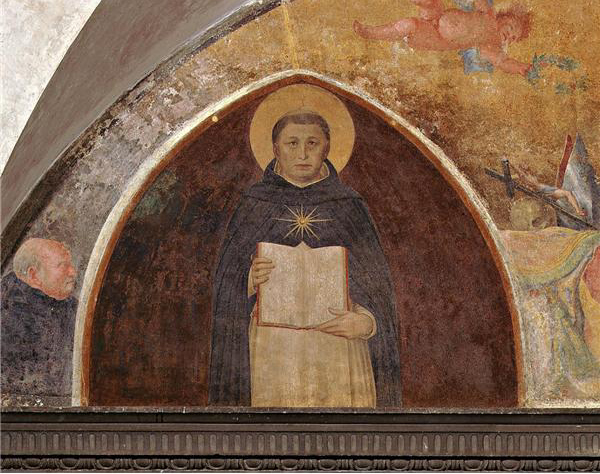
Tomàs d'Aquino sostenint la seva Summa

El general xinès Sunzi en la seva cèlebre obra L'art de la guerra, afirmava que calia guanyar la guerra abans que fos declarada, abans que existís en si mateixa. En aquest aspecte, el cèlebre general exposaria en una simple frase la seva concepció de quin era el caràcter de la guerra: "La guerra, és el dao de l'engany". D'aquesta manera, pretendria establir que l'estrateg virtuós havia de basar totes les seves decisions militars, buscant primerament distreure l'atenció de l'enemic en els elements més importants de la seva posició, i de no tenir-los, inventar el que fos necessari. El pensament de Sunzi, deixaria una profunda empremta en el pensament militar modern, no només en reconeguts pensadors, sinó també en grans estrategs com Napoleó Bonaparte, que en la victoriosa batalla d'Austerlitz aplicà els preceptes de l'engany.
El concepte de "guerra justa" va ser presentat sistemàticament per Tomàs d'Aquino a l'obra Summa theologiae. Per la seva part, Erasme de Rotterdam, el reconegut humanista renaixentista, definia la guerra amb la frase "Dulce bellum inexpertis est", que en la traducció al català seria: "La guerra és dolça per als inexperts". També cal destacar l'historiador àrab Ibn Khaldun, un avançat del seu temps en camps disciplinars com la historiografia i la sociologia, que per primera vegada va fer una aproximació a les causes materials de la guerra.
Karl von Clausewitz, en la seva obra Vom Kriege (De la guerra), pensava que la guerra moderna és "la continuació de la política però per altres mitjans" i que la fi de la mateixa era "desarmar l'enemic", no exterminar-lo; d'aquí va néixer el concepte de desarmament mutu, que impossibilita tota guerra i dona pas a la política. La guerra seria doncs un "acte polític", i aquesta manifestació posava en joc el que ell considerava l'únic element racional de la guerra.

### Pacifistes

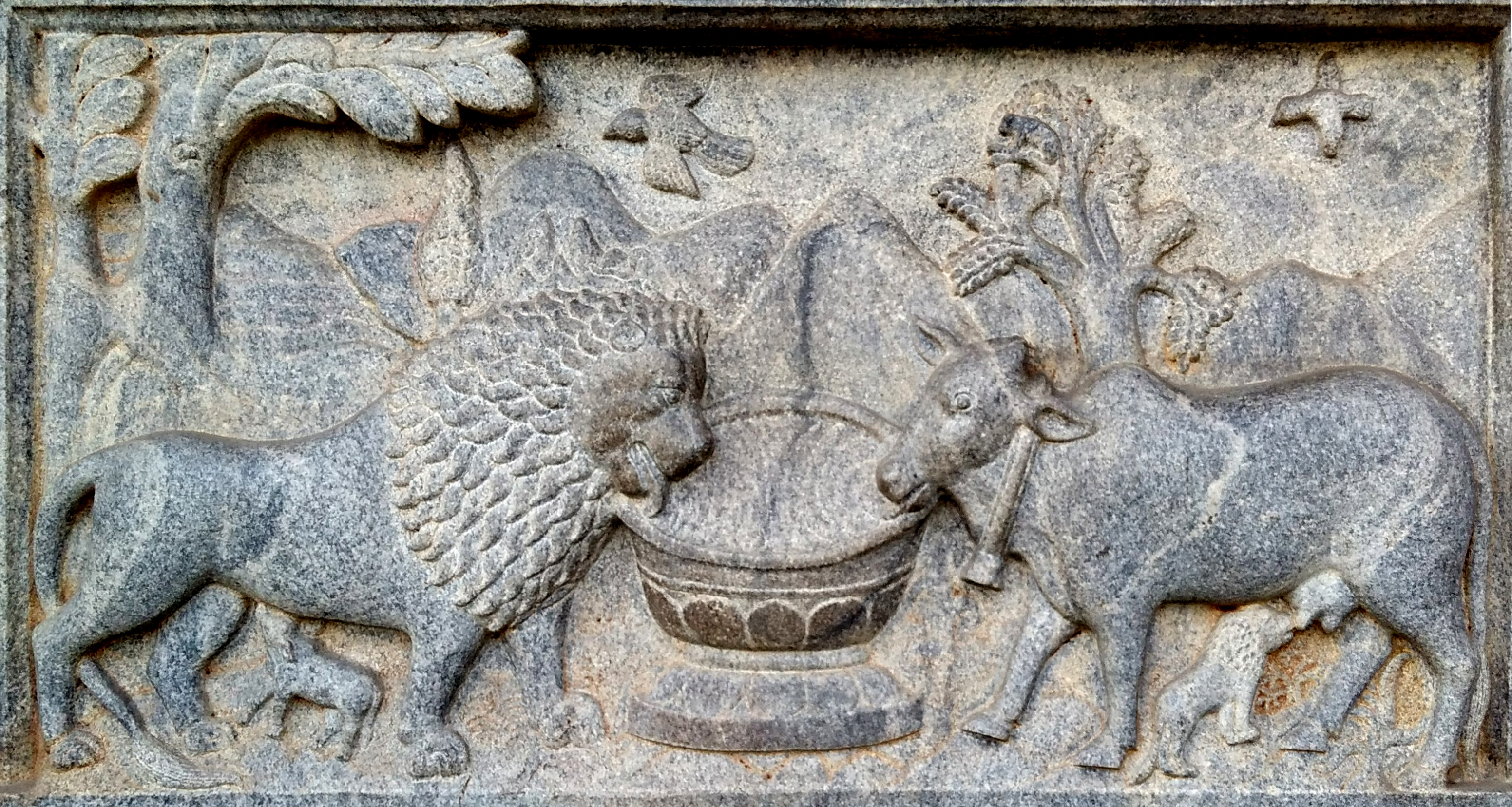
El jainisme té la no-violència com un dels seus principis.

Algunes persones s'oposen radicalment a qualsevol guerra, en qualsevol circumstància i sota qualsevol condició. És el cas dels pacifistes i d'alguns moviments relacionats, com els antisistema i la no-violència.
Des d'aquest mateix punt de vista filosòfic es considera que el moviment a favor de la pau es fa creditor del més alt reconeixement. Aquest moviment és difusor d'un esperit pacifista, d'un enteniment i comprensió entre els pobles. El seu fi ètic i moral és aconseguir la pau i els acords sense vessament de sang.

## Causes
L'agressivitat, innata a l'ésser humà, sent una capacitat per a la violència no és causa suficient. Ni tampoc el gust per la guerra com un esport ho és.
Així, la guerra no és un tret universal de l'ésser humà. Les societats guerreres no guerregen sempre, sinó ocasionalment, i hi ha moltes societats que no coneixen la guerra. La idea d'una universal tendència a la bel·licositat ha sigut una falsedat utilitzada com a propaganda pel militarisme.
La guerra es fa principalment perquè un contrincant hi troba avantatge en fer-la.
En el cas de les societats de bandes la guerra és una competició mortal per millorar o mantindre el nivell de vida apropiant-se de recursos naturals.
La facilitat de l'aparició de guerres tracta d'explicar-se segons la Trampa de Tucídides, que diu que quan el poder d'un país creix posant el perill el poder d'un altre, s'hi produeix una guerra entre aquests països.

### Teoria de la guerra com a diversió
Aquesta teoria és refutada pel fet que la motivació per anar a la guerra les societats organitzades en bandes és la venjança per l'homicidi en conflictes anteriors o per xamans enemics. A més l'existència d'esports bèl·lics com la boxa no tenen tanta perillositat fatal com la guerra i motiva als seus practicants amb premis materials.

## Efectes

### Personals

#### Forces armades i militars

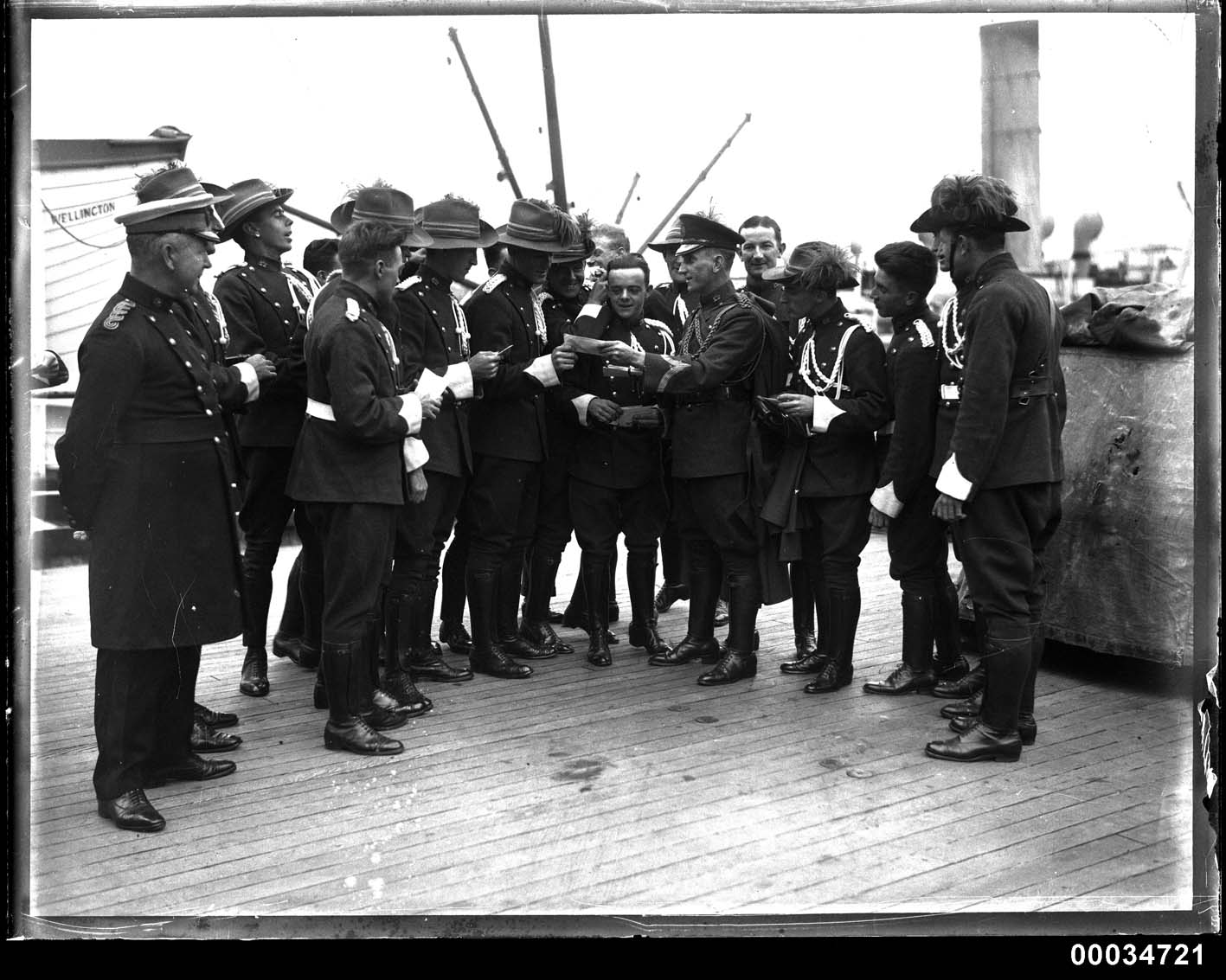
Per a un professional, una guerra pot suposar un ascens a la seva carrera, i també un dany físic o la mort.

Amb base en xifres del cens de 1860, el 8% dels homes blancs entre 13 i 43 anys van morir durant la Guerra Civil dels Estats Units, xifres que corresponen a un 6% del Nord i un 18% de població que pertanyien als estats del Sud. Dels 60 milions de soldats europeus que es van mobilitzar en la Segona Guerra Mundial, 8 milions van morir, 7 milions van quedar discapacitats de manera permanent, i 15 milions van resultar greument ferits.
Durant la retirada de Napoleó de Moscou i Rússia, van morir més soldats francesos a conseqüència del tifus que per l'acció dels russos. Felix Markham opina que uns 450.000 van travessar el riu Neman el 25 de juny de 1812, dels quals menys de 40.000 van tornar a travessar-lo d'alguna manera, així com formant part d'un destacament militar recognoscible. Entre 1500 i 1914 van morir més soldats pel tifus que a conseqüència de totes les accions militars. A més, si no fos pels avenços de la medicina moderna, encara a les guerres hi hauria milers de morts més per malaltia i altres tipus d'infeccions que les conseqüències de la guerra provoca. Per exemple, durant la guerra dels Set Anys, la Royal Navy informava que havia reclutat 184.899 mariners, dels quals 133.708 varen morir de malaltia o varen resultar 'desapareguts'.
S'estima que entre 1985 i 1994, cada any han mort 378.000 persones degut a la guerra.

#### Població civil

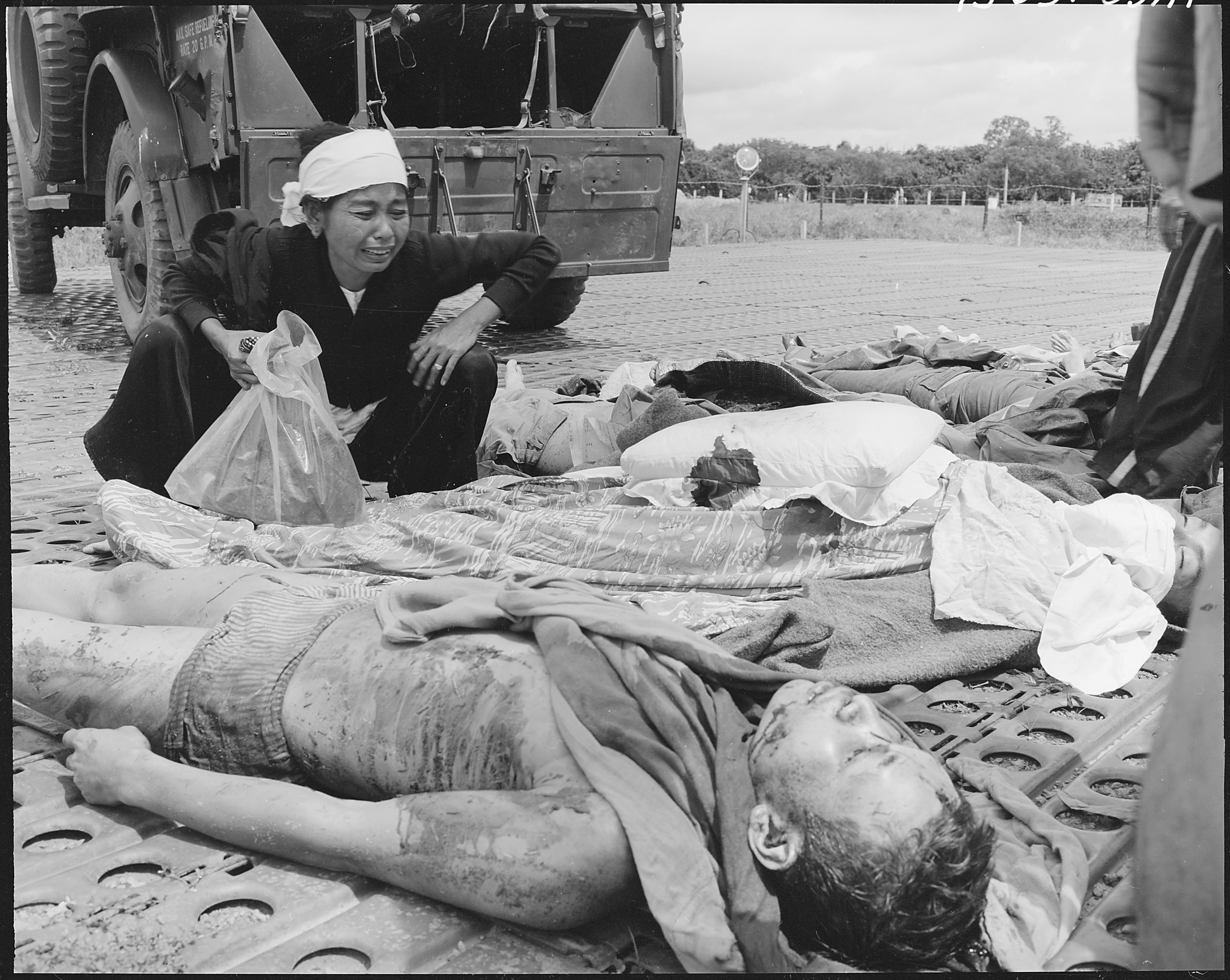
Una dona descobreix que un dels nous morts és la seva parella.

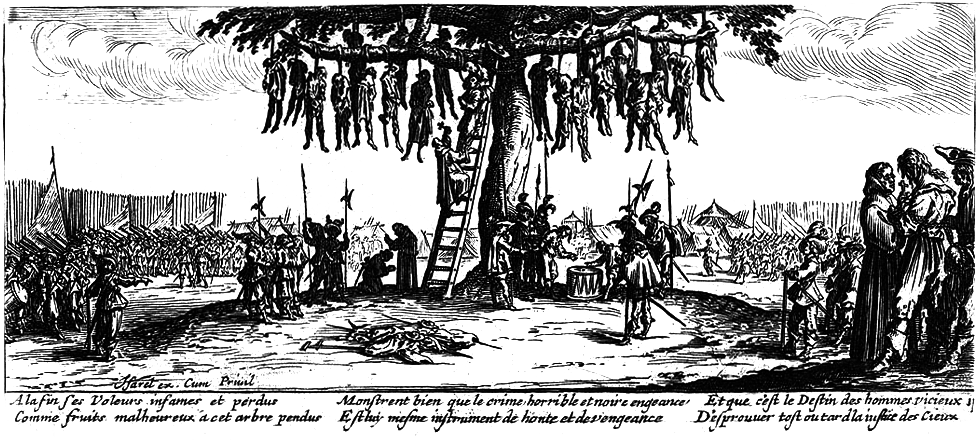
Les grans misèries de la guerra mostra la destrucció causada a la població civil durant la Guerra dels Trenta Anys

Moltes guerres han estat la causa de despoblaments significatius. Per exemple, a Europa, durant la Guerra dels Trenta Anys, la població dels estats alemanys es va reduir en un 30%. A Alemanya, els exèrcits de Suècia podrien haver destruït uns 2.000 castells, 18.000 pobles i 1.500 ciutats, un terç de totes les ciutats d'Alemanya.
Les estimacions sobre el total de baixes de la Segona Guerra Mundial varien, però la majoria indiquen una xifra orientativa d'unes 60 milions de persones que van morir a la guerra, entre els que es calcula que al voltant d'uns 20 milions eren soldats, i uns 40 milions civils. La Unió Soviètica va perdre al voltant de 27 milions de persones durant la guerra, fet que representa gairebé la meitat de les víctimes de la Segona Guerra Mundial. El major nombre de morts civils en una sola ciutat va ser d'1,2 milions de persones que moriren durant els 872 dies del setge de Leningrad.

### Ambientals
Una guerra pot ser causa de la destrucció de carrers, habitatges i sistemes civils de, per exemple, abastament d'aigua o d'energia. També pot causar destrosses a camps de cultiu i medis naturals. Algunes causes directes són els incendis provocats, les mines antipersona i l'efecte de míssils i altres armes massives.
En el cas de les armes bacteriològiques, químiques i nuclears, la contaminació (biològica i radioactiva) es dona a l'atmosfera, al medi terrestre i també al marí i d'aigua dolça; més enllà de qualsevol frontera política.

### Econòmics

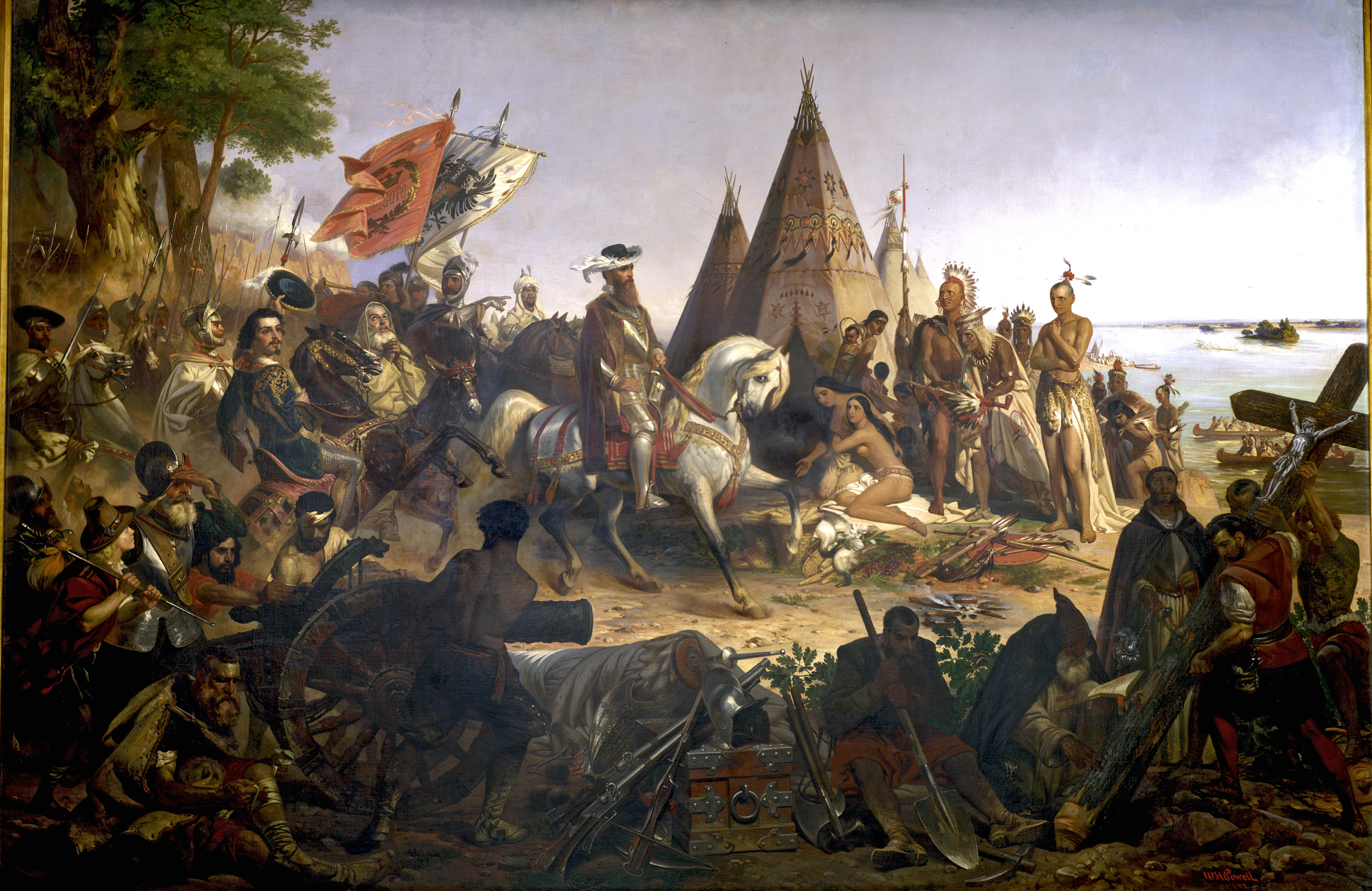
El botí de guerra pot ser la possessió d'un territori, de recursos naturals (minerals, petroli, gas, aigua, camps de cultiu, un port, etc.), humans (esclaus, serfs, súbdits), artístic, arqueològic, simbòlic o d'altra mena. Indústries com l'armamentística, de certs transports, la nuclear, la cursa espaial i la construcció es beneficien de les guerres o de les destruccions i reconstruccions que produeixen.

Una vegada que una guerra acaba, les nacions que perden sovint han de pagar reparacions de guerra a les nacions victorioses. En alguns casos, la terra passa sota poder de les nacions victorioses. Per exemple, el territori d'Alsàcia-Lorena ha estat objecte d'intercanvis entre França i Alemanya en tres ocasions diferents.
Generalment, la guerra està molt relacionada amb aspectes econòmics, i moltes guerres es basen, parcialment o completament, en raons econòmiques; un exemple clar va ser la Guerra Civil dels Estats Units. En alguns casos, la guerra ha estimulat l'economia d'un país; així, la Segona Guerra Mundial s'acredita sovint amb treure als Estats Units de la Gran Depressió. Però el fet més normal és que la guerra només serveix per danyar l'economia dels països involucrats; és el que succeí amb les guerres de Lluís XIV, la guerra francoprussiana, i la Primera Guerra Mundial, per posar alguns exemples. La participació de Rússia en la Primera Guerra Mundial va tenir un fort peatge per a l'economia russa, que gairebé es va desplomar i va contribuir en gran manera a l'inici de la Revolució Russa de 1917.
Una de les il·lustracions més crues dels efectes de la guerra sobre les economies és la Segona Guerra Mundial. La Gran Depressió de la dècada del 1930 va acabar quan les nacions van augmentar la producció de materials de guerra i van estimular l'arribada del conflicte militar. El cost financer de la Segona Guerra Mundial s'estima al voltant d'un bilió de dòlars a tot el món, i ha estat la guerra més costosa des del punt de vista econòmic, així com des de la perspectiva de vides humanes.
Els danys a la propietat produïts a la Unió Soviètica a causa de la invasió alemanya es va estimar en un valor de 679 milions de rubles. Els danys van consistir en una combinació de destrucció total o parcial de 1.710 ciutats i pobles, 70.000 aldees i caserius, 2.508 edificis de l'església, 31.850 establiments industrials, 40.000 quilòmetres de vies fèrries, 4.100 estacions de tren, 40.000 hospitals, 84.000 escoles i 43.000 biblioteques públiques.

## Cultura

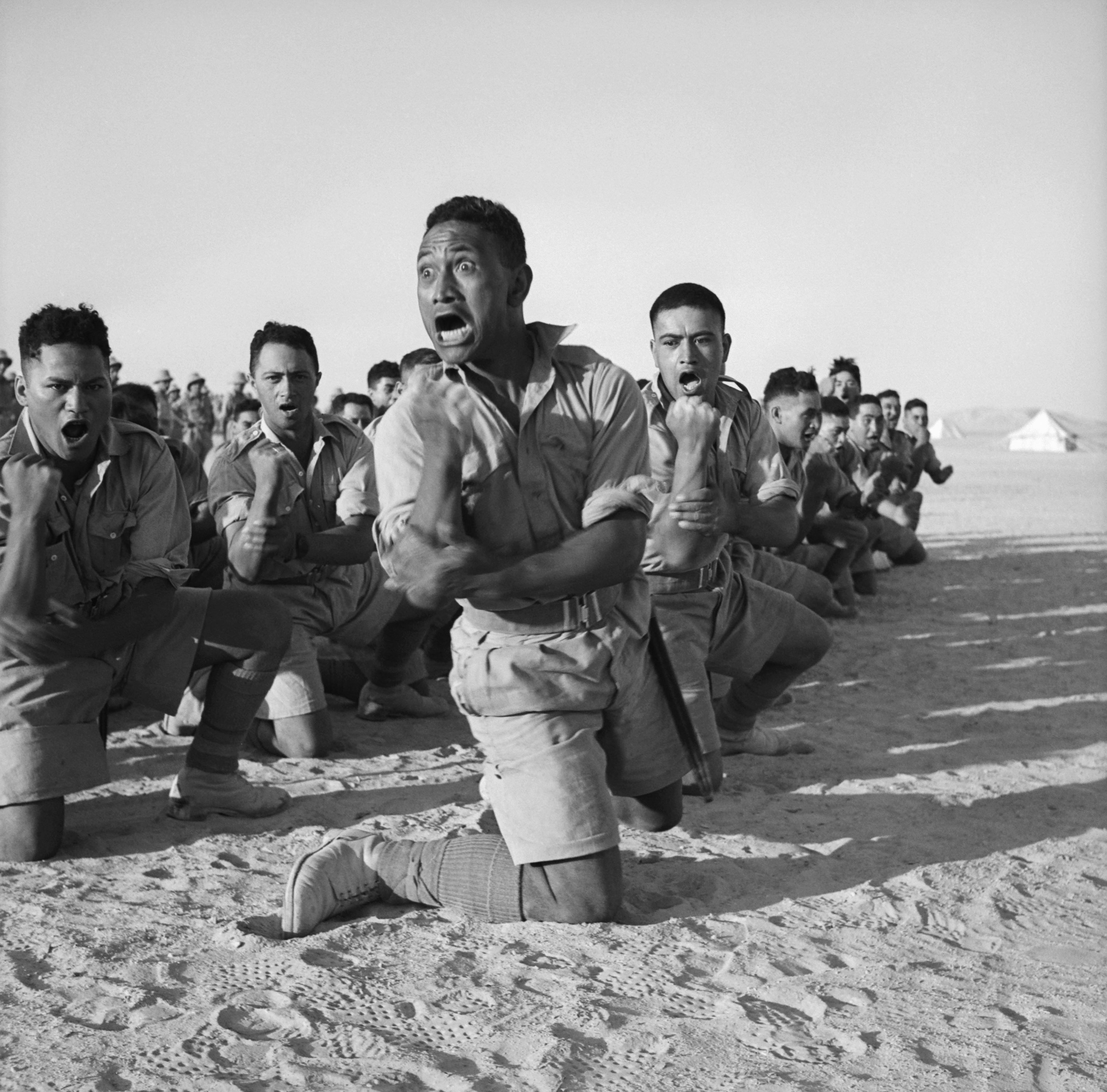
Lhaka és una de les nombroses danses de la guerra

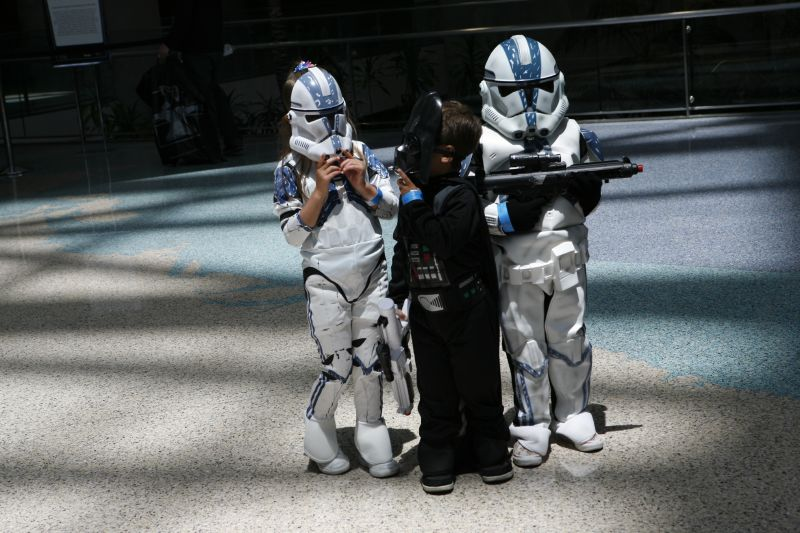
Vestits inspirats en La guerra de les galàxies

### Cultura de la guerra
La cultura de la guerra també es serveix d'una dramatúrgia i un llenguatge plàstic i escènic per a la seva propaganda i justificació, incloent-hi cartells, videos, desfilades militars, escultures, mausoleus, etc.

### La guerra a la cultura
La guerra i les guerres de ficció i no-ficció han estat inspiradores de tots els camps de l'art i de la cultura popular i no popular, incloent-hi les arts plàstiques, com el famós Guernika de Picasso, escèniques, musicals, al cinema, les sèries de televisió, els videojocs, els còmics i la literatura (Vegeu La guerra a la literatura catalana).

## Llistes de guerres
- Llista de guerres més sagnants, amb mes de dos-cents mil morts.
- Llista de conflictes armats, ordenats cronològicament.
- Llista de conflictes en curs i el nombre de morts associades que porten fins ara.

## Rècords i curiositats

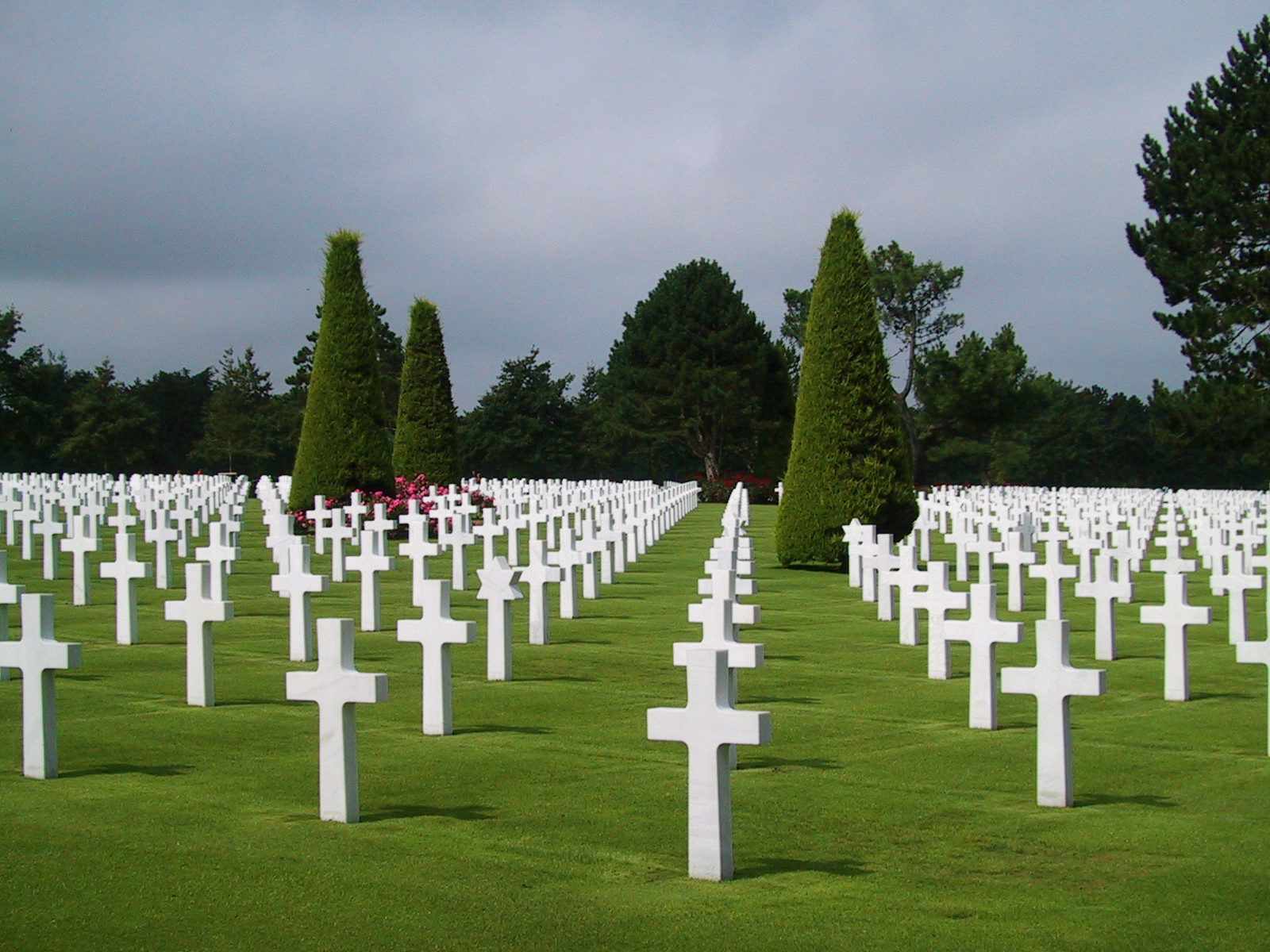
Cementiri militar de la Segona Guerra Mundial prop de Colleville-sur-mer a Normandia, França. Fins a l'actualitat, aquesta guerra ha estat la més sagnant de la història

Segons el Llibre Guinness de Rècords els següents conflictes estan cada un en un extrem:
- La guerra més breu que es coneix és la que es va declarar entre la Gran Bretanya i Zanzíbar (posteriorment s'uniria amb Tanganika per formar l'actual Tanzània), el 27 d'agost de 1896, segons els registres; va durar només 38 minuts.
- La guerra més llarga hauria estat la guerra dels Cent Anys que va durar més d'un segle, en concret 115 anys. No obstant això, l'anomenada Guerra d'Arauco, una sèrie interrompuda de batalles, va durar uns 300 anys, amb llargs períodes de treva. Si es considera com una guerra contínua, la guerra de la Reconquesta a la península Ibèrica és, de bon tros, la més llarga de la història amb gairebé 800 anys, si no considerem els freqüents tractats de pau, aliances i batalles esporàdiques molt localitzades. Eren les típiques guerres de tipus feudal, que van ocasionar la proliferació de castells defensius, els quals li van donar el nom al regne de Castella, encara que també van proliferar a la resta de la península.
- La guerra més sagnant pel nombre de morts va ser, de bon tros, la Segona Guerra Mundial amb els seus més de 50 milions de morts per una o altra causa. Tanmateix, la guerra de la Triple Aliança ho seria amb relació a l'aniquilació d'una població organitzada (la població paraguaiana), descendint els habitants de Paraguai d'1.400.000 a 220.000 persones; van quedar només uns 30.000 homes en edat reproductiva.
- Novament la Segona Guerra Mundial ostenta el rècord de ser la més costosa econòmicament.
- La guerra civil més sagnant, entesa com la que va produir major nombre de morts, es va produir a la Xina de la dinastia Qing i és coneguda com a Revolta de Taiping (o Gran Pau, traduït del xinès). Es va lliurar entre l'esmentada dinastia Qing i tropes del govern manxú també xinès des de 1851 a 1864 on els càlculs més ajustats indiquen que les morts van poder oscil·lar entre els 20 i els 30 milions de persones, inclosos 100.000 assassinats per les forces governamentals en el saqueig de Nanking, entre el 19 i el 21 de juliol de 1864.